# Domowy Kościół
Domowy Kościół (również Kościół domowy) – w katolicyzmie i protestantyzmie rodzaj niewielkich wspólnot duchowych.

## Domowy Kościół w katolicyzmie
Domowy Kościół w katolicyzmie to ruch świeckich dla małżeństw, inspirowany duchowością ks. Franciszka Blachnickiego. Stanowi gałąź rodzinną Ruchu Światło-Życie.
Domowy Kościół powstał w 1973 r. Pierwsza wakacyjna oaza odbyła się w tym roku w Krościenku nad Dunajcem. W tym samym roku ks. Blachnicki utworzył pierwszy krąg rodzin w Lublinie. W 1974 roku było już 36 kręgów.
Działa przy parafiach. Rodziny Domowego Kościoła spotykają się w tzw. kręgach (liczących od 4 do 7 małżeństw) w jednym z ich domów. Jedno z małżeństw staje się parą animatorską. Nad spotkaniami czuwa ksiądz moderator. W formacji małżeństw ważne są rekolekcje.
Główne założenia:
- dowartościowanie miłości małżeńskiej
- rodzina jako Kościół domowy
- rodzina jako katechumenat
- rodzina jako wspólnota[2].

## Kościół domowy w protestantyzmie
Kościół domowy w protestantyzmie to zazwyczaj niewielka grupa ludzi spotykająca się na zgromadzeniach religijnych w domu któregoś z jego członków. Kościoły te nie są związane z żadną konkretną denominacją choć teologicznie mogą być mniej lub bardziej powiązane z różnymi denominacjami. Kościoły domowe unikają denominacyjnych określeń ich wspólnoty, nie są zarejestrowane prawnie jako Kościół czy związek wyznaniowy, często też nie mają wyznaczonego pastora czy grona starszych. W swoim nauczaniu deklarują opieranie się na Biblii. Praktykują chrzest oraz pamiątkę Wieczerzy Pańskiej.